# BHP
BHP, «Би-Эйч-Пи» — крупнейшая в мире горнодобывающая компания. Штаб-квартира находится в Мельбурне (Австралия). Основными направлениями деятельности являются добыча меди, железной руды и угля. Главные добывающие активы расположены в Австралии и Чили, основными рынками сбыта являются Китай и другие страны Азии.
Образована в 2001 году путём объединения австралийской Broken Hill Proprietary Company (BHP), основанной в 1885 году, и англо-южноафриканской Billiton, основанной в Нидерландах в 1860 году.

## История

### Billiton
Хотя на момент объединения компания Billiton считалась англо-южноафриканской, ранние этапы её истории связаны с Нидерландами. В 1851 году на острове Белитунг (Малайский архипелаг, ныне в составе Индонезии) были найдены большие запасы олова, в 1860 году в Гааге для их разработки была основана компания NV Billiton Maatschappij (Биллитон — одна из форм названия этого острова). В 1935 году компания расширила сферу своей деятельности, начав добывать бокситы на другом индонезийском острове, Бинтан. Через шесть лет также начала добывать бокситы в Нидерландской Гвиане (современное название — Суринам, Южная Америка).
25 июля 1970 года Billiton была поглощена другой крупной нидерландской компанией, Royal Dutch Shell. В 1994 году большая часть Billiton была куплена южноафриканской горнодобывающей компанией Gencor, а через три года была выделена в самостоятельную компанию со штаб-квартирой в Лондоне, её акции были размещены на Лондонской фондовой бирже на сумму в 1 млрд долларов. Стоимость активов компании на тот момент составляла около 7 млрд долларов, она была одним из ведущих в мире производителей алюминия, феррохрома, никеля и каменного угля, 65 % активов находилось в ЮАР, остальные активы были в Мозамбике, Австралии, Колумбии, Бразилии, Суринаме и Северной Америке.

### Broken Hill Proprietary Company
Название компании Broken Hill Proprietary Company (BHP Co. Ltd.) также связано с географией. Брокен-Хилл — это небольшой городок в австралийском штате Новый Южный Уэльс, близ которого были обнаружены значительные запасы серебра и свинца. В 1885 году Чарльз Рэсп основал компанию Broken Hill Proprietary Company Ltd для разработки этого месторождения. Вскоре штаб-квартира компании была перенесена в Мельбурн. В то же время Брокен-Хилл продолжал оставаться отсталым посёлком, пренебрежительное отношение к шахтёрам и падение цен на серебро и свинец привели в 1892 году к забастовке на шахте. Четырёхмесячное противостояние BHP Co. и Объединённой ассоциации шахтёров (Amalgamated Miners' Association) закончилось победой первой.
Ценность месторождения значительно возросла с освоением в 1902 году флотации (способа обогащения руды), которая позволила увеличить количество получаемого из руды серебра, а также получать значительное количество цинка. В 1906 году на шахте в Брокен-Хилле произошёл крупный пожар, погибли несколько шахтёров.
Истощение шахты в Брокен-Хилле и регулярные забастовки шахтёров вынудили компанию к расширению деятельности. В 1915 году была начата разработка месторождения железной руды на берегу залива Спенсер (штат Южная Австралия), а в городе Ньюкасле соседнего штата Новый Южный Уэльс был открыт сталелитейный завод. В 1922 году на этом заводе прошла забастовка рабочих, которая затянулась на 9 месяцев и практически парализовала жизнь города. В 1937 году был открыт сталелитейный завод в городе Уайалла, а вскоре, в преддверии Второй мировой войны BHP Co. начала строительство кораблей в этом городе, а также самолётов в Мельбурне. Ещё начиная с 1920-х годах BHP Co. начала обзаводиться собственным торговым флотом.
В 1935 году BHP Co. поглотила своего единственного австралийского конкурента, Australian Iron & Steel Company. Оппоненты компании сочли это монополизацией и потребовали проведения официального расследования по этому поводу, что, впрочем, не помешало сделке. В 1940 году шахта в Брокен-Хилле была закрыта, но, несмотря на это, компания сохранила своё название. В 1957 году в Шортленде (пригород Ньюкасла, Австралия) BHP Co. открыла исследовательскую лабораторию, которая в основном занималась применением вычислительной гидродинамики к металлургическим процессам. В 1963 году BHP Co. совместно с Esso Standart (австралийским подразделением Standard Oil) начала добычу нефти в Бассовом проливе. Там же были обнаружены значительные запасы природного газа. Примерно в это же время компания начала разработку марганцевого месторождения вблизи залива Карпентария.
В 1968 году близ горы Ньюмен и одноимённого города были обнаружены богатые залежи железной руды. Для их эксплуатации была построена железная дорога, соединившая Ньюмен с крупнейшим грузовым портом Австралии, городом Порт-Хедлендом. Разработкой месторождения занялась BHP Co. совместно с American Metal Climax, Inc. и CSR. В 1985 году BHP Co. выкупила доли партнёров.
На начало 1970-х годов BHP Co. была монополистом в Австралии в добывающей и сталелитейной промышленности. При этом она никак не контролировалась правительством Австралии, и её рабочие получали лишь минимальную зарплату. Ситуация начала меняться с приходом к власти лейбористов в 1972 году. Компанию лишили субсидий на добычу нефти и льгот по налогообложению и обязали согласовывать с правительством ценовую политику. В середине 1970-х годов компания совместно с Shell начала добывать природный газ вблизи северного побережья Западной Австралии; в начале 1980-х годов началась добыча газа в Тиморском море.
В 1982 году австралийский предприниматель южноафриканского происхождения Роберт Холмс-а-Кур (англ. Robert Holmes à Court), скупив 30 % акций BHP Co., предпринял попытку поглотить компанию. Хотя попытка была неудачной и BHP Co. удалось выкупить эти акции, этот факт, а также падение цен на сталь, заставили компанию заняться реорганизацией. Из компании было образовано три подразделения: сталь, добыча минералов и нефть. Сталелитейное производство было значительно модернизировано, пересмотрены отношения с рабочими заводов.
В начале 1980-х годов BHP Co. получила лицензию на разработку одного из крупнейших в мире месторождений меди и золота на Папуа-Новой Гвинее, добыча на шахте Ok Tedi Mine началась в 1984 году. В 2002 году BHP Billiton передала управление шахтой компании Ok Tedi Mining Limited, которая в 2013 году была национализирована. BHP обвиняли в нанесении большого экологического ущерба открытой разработкой этого месторождения.

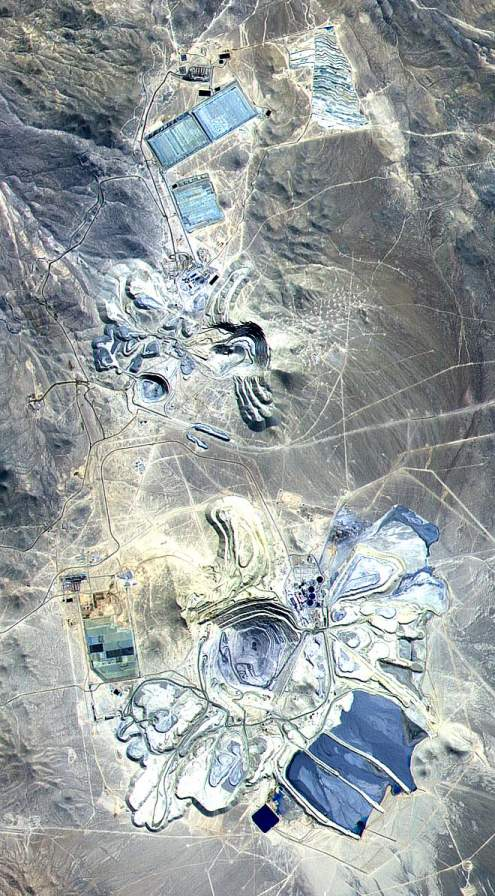
Снимок шахты Эскондида из космоса — NASA

В 1984 году BHP Co. купила у General Electric горнодобывающее подразделение Utah International, став крупнейшим экспортёром угля в австралийском штате Квинсленд, а также получив месторождения в США, Бразилии, Канаде и Чили, в том числе чилийскую медную шахту Эскондида (Escondida) — третью в мире по объёмам добычи. История шахты Эскондида началась в 1979 году, когда Utah International совместно с Getty Oil начали геологическую разведку в пустыне Атакама. В 1981 году были подтверждены крупные запасы меди. В 1984 году месторождение перешло в собственность BHP, в 1990 году началась разработка месторождения.
В период с 1986 по 1992 год BHP Co. значительно расширила своё подразделение по добыче нефти, поглотив компании Monsanto Oil в 1986 году, Hamilton Oil в 1987 году, Gulf Energy Development в 1988 году и Pacific Resources Inc. в 1989 году. К 1992 году BHP Co. вошла в десятку ведущих нефтедобывающих компаний в мире. К 1996 году доля зарубежных активов компании достигла 40 %, и эти активы давали до 70 % выручки компании. В 1999—2000 годах компания провела масштабную реорганизацию, продав часть своих непрофильных или убыточных активов (на сумму порядка 4 млрд долларов), было уволено около 20 тысяч сотрудников и закрыт завод в Ньюкасле.

### После объединения
Предварительное соглашение об объединении австралийской компании BHP Co. с англо-южноафриканской Billiton было достигнуто в марте 2001 года, последним этапом на пути к объединению стало одобрение Европейской комиссией 15 июня 2001 года.
В 2005 году за 7,3 млрд долларов была куплена австралийская горнодобывающая компания WMC Resources, оператор медных, золотых и урановых шахт на юге Австралии, а также владелец завода удобрений в Квинсленде. Главным активом этой компании была шахта Olympic Dam mine — четвёртое по размеру в мире месторождение меди и крупнейшее месторождение урана. Для разведки и разработки этого месторождения в 1979 году было создано совместное предприятие WMC и BP Minerals. Добыча меди на шахте велась с 1988 года, а с 1989 года там добывались также серебро и золото. В 1993 году WMC выкупила долю BP Minerals. Став владельцем шахты в 2005 году, BHP Billiton планировала инвестировать до 30 млрд долларов в увеличение добычи, перейдя к открытой разработке, но в 2012 году из-за падения мировых цен на медь и критики экологов отказалась от этого плана.
В начале июня 2006 года концерн «Норильский никель» заявил о заключении соглашения с BHP Billiton, в соответствии с которым компании будут совместно работать с целью «идентификации» на территории России привлекательных для разведки и освоения месторождений. Для каждого проекта планировалось создавать совместные компании, в которых 50 % плюс 1 акция будут принадлежать «Норильскому никелю», а оставшаяся доля — BHP Billiton. По состоянию на 2015 год совместная деятельность ограничивалась геологоразведочными работами как в России, так и в Австралии.
В 2007—2008 годах шли переговоры о поглощении компанией BHP Billiton её конкурента, Rio Tinto, но из-за начала мирового финансового кризиса сделка не состоялась. После 2010 года BHP Billiton приобрела несколько американских компаний, занимающихся разработкой сланцевого газа и нефти. В частности, в начале 2011 года за 4,8 млрд долларов была куплена часть активов компании Chesapeake Energy (месторождение в Арканзасе), а в июле того же года за 12,1 млрд долларов была куплена техасская компания Petrohawk, владевшая тремя крупными месторождениями в Техасе и Луизиане.
В 2015 году часть активов BHP Billiton была выделена в самостоятельную компанию South32, после этого название было сокращено до BHP.

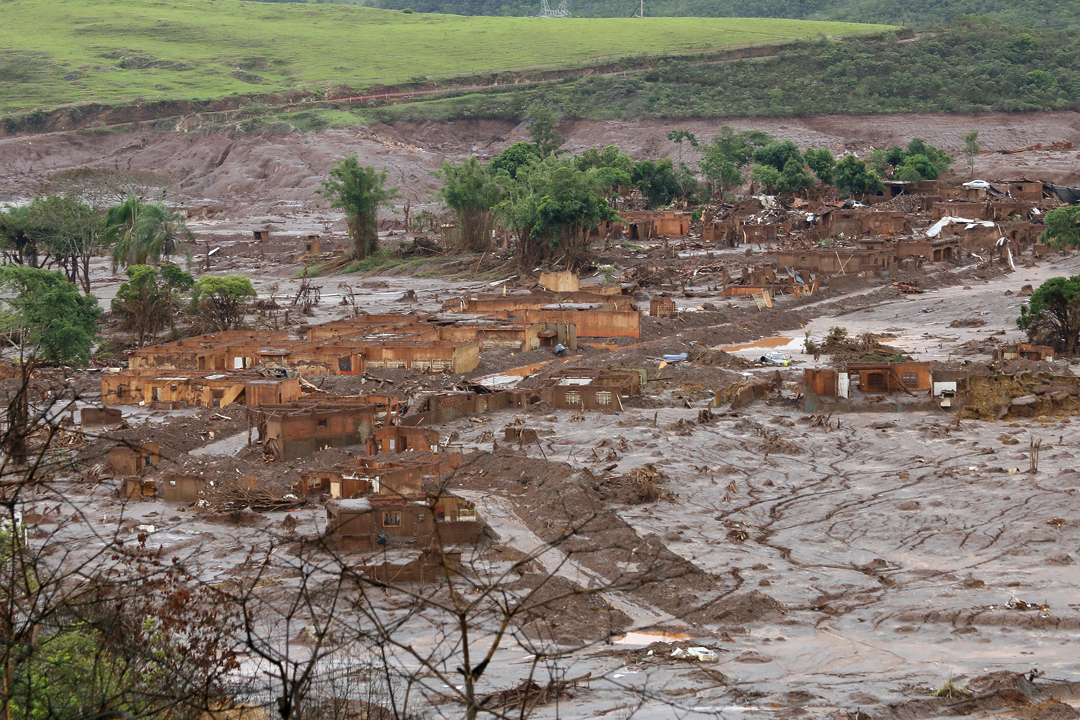
Деревня Бенту-Родригес, затопленная в результате обвала дамбы (штат Минас-Жерайс, Бразилия)

5 ноября 2015 года при обвале дамбы хвостохранилища, принадлежащего компании Samarco (совместному предприятию BHP Billiton и Vale) в муниципалитете Мариана (Бразилия), погибли 19 человек, большое количество токсичных отходов попали в реку Риу-Доси; деятельность Samarco была временно приостановлена. Это стало самой большой экологической катастрофой в истории Бразилии. 2 марта 2016 года по соглашению с бразильскими властями BHP Billiton согласилась выплатить компенсацию за нанесённый ущерб. Сумма компенсации может составить от 1,55 млрд до 5,1 млрд долларов. BHP Billiton, Vale и их совместное предприятие Samarco Mineracao обязались до 2030 года потратить эту сумму на ликвидацию последствий аварии. Распределением средств будет заниматься совет директоров из семи человек — по два от каждой компании и один назначаемый правительством Бразилии. Работа Samarco была возобновлена в декабре 2020 года.
В июле 2018 года британской компании British Petroleum за $10,5 млрд была продана дочерняя компания Petrohawk Energy Corporation, осуществляющую добычу нефти и газа в США (сланцевые месторождения в Техасе, Луизиане и Арканзасе); на неё приходилось около половины добычи углеводородов BHP Billiton (125 млн баррелей в нефтяном эквиваленте). В июне 2020 года BHP Billiton Nickel West Pty выкупила у «Норильского никеля» австралийские месторождения Honeymoon Well, Albion Downs North и Jericho.
В январе 2022 года британская и австралийская части компании были объединены в BHP Group, акции были сняты с листинга Лондонской фондовой биржи. В июне 2022 года подразделение нефтедобычи было продано австралийской компании Woodside Energy. В мае 2023 года была поглощена горнодобывающая компания OZ Minerals, стоимость сделки составила 5,9 млрд долларов.

## Собственники и руководство

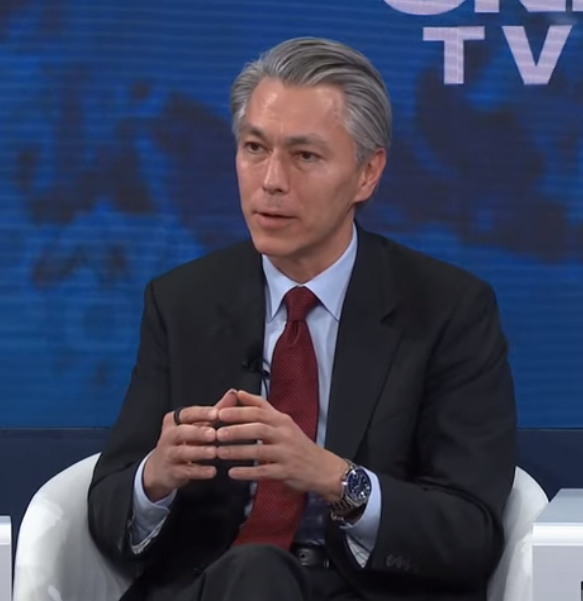
Майк Генри на Всемирном экономическом форуме в Давосе (2024)

Акции компании котируются на Австралийской фондовой бирже (тикер BHP), также обращаются на Нью-Йоркской фондовой бирже (BHP) в виде американский депозитарных расписок; вторичный листинг имеется на фондовых рынках Лондона (BHP) и Йоханнесбурга (BHG). По состоянию на 2024 год крупные пакеты акций компании были у американских финансовых групп BlackRock (6,85 %), Citigroup (6,3 %), State Street Corporation (6,12 %) и The Vanguard Group (5 %). Крупными номинальными акционерами были HSBC Custody Nominees (Australia) Limited (27,32 %) и J P Morgan Nominees Australia Pty Limited (17,94 %).
Кеннет Норман Маккензи (Kenneth Norman Mackenzie, род. в марте 1964 года) — председатель совета директоров с сентября 2017 года, директор с 2015 года. До этого работал в австралийской компании Amcor, с 2005 по 2015 год был её генеральным директором. Окончил Макгиллский университет в Канаде. Также старший советник в McKinsey & Company.
Майк Генри (англ. Mike Henry) — главный управляющий директор (CEO) с января 2020 года, в компании с 2003 года. Родился в 1966 году в Канаде, окончил Университет Британской Колумбии.

## Деятельность

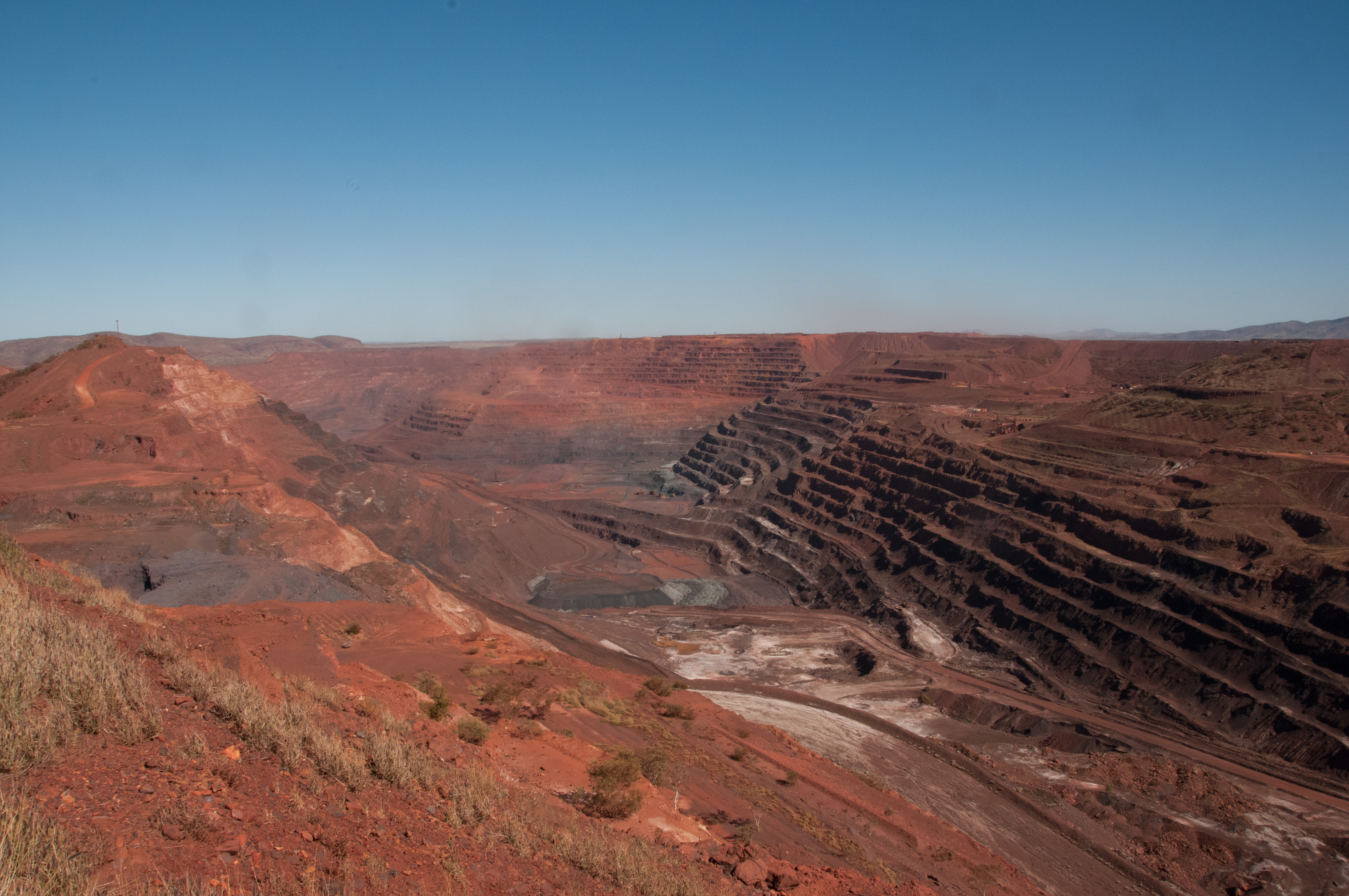
Карьер по добыче железной руды Маунт-Уэйлбэк (Пилбара)

Подразделения компании по состоянию на 2023/24 финансовый год:
- Медь — штаб-квартира подразделения находится в Сантьяго (Чили), включает добычу и переработку меди, уран, цинка, золота и серебра. Оборот составил 18,6 млрд долларов, произведено меди 1,865 млн тонн. Основные производства:
  - Эскондида (Чили) — представляет собой два карьера и три обогатительных фабрики, трудоустраивает 12 тысяч человек, в 2024 году было произведено 1,12 млн тонн меди, в собственности BHP Billiton 57,5 %;
  - Пампа-Норте (Чили) — включает два месторождения, Спенс и Серро-Колорадо, произведших 266 тысяч тонн меди;
  - Антамина (Перу) — в собственности BHP 33,75 % месторождения, произведшего 144 тыс. тонн меди и 103 тыс. тонн цинкового концентрата;
  - Южная Австралия — включает шахту Олимпик-Дэм с обогатительной фабрикой, а также шахты Каррапатина и Проминент-Хилл, произведено 322 тыс. тонн катодной меди, 3600 тонн оксида урана и 370 тыс. унций чистого золота.
- Железная руда — штаб-квартира подразделения находится в Перте (Австралия), основные производства сосредоточены в Западной Австралии в регионе Пилбара, где имеются 5 карьеров по добыче руды и 4 фабрики по переработке, а также в Бразилии (50-процентная доля в проекте Самарко, включающего шахту и заводы по производству железорудных окатышей). Оборот составил 28 млрд долларов, произведено 259,7 млн тонн руды.
- Уголь — штаб-квартира подразделения находится в Брисбене (Австралия), включает добычу угля в Австралии. Добыча металлургического угля в Австралии ведётся в рамках совместного предприятия BHP Mitsubishi Alliance (с Mitsubishi), которому принадлежит 5 угольных шахт. Энергетический уголь добывается в штате Новый Южный Уэльс для местных тепловых электростанций. Оборот составил 7,7 млрд долларов, объём добычи составил 22,3 млн тонн металлургического угля и 15,4 млн тонн энергетического угля.
- Другие активы группы — включает Nickel West (производство никеля, работа шахты приостановлена в октябре 2024 года) и проект по добыче калийных солей в Канаде. Оборот составил 1,5 млрд долларов.

Выручка группы за 2023/24 финансовый год составила 55,7 млрд долларов, основными рынками сбыта были Китай (62 % выручки), Япония (8 %), Индия (6 %), Республика Корея (6 %), остальная Азия (7 %), Австралия (4 %), Европа (3 %), Северная Америка (3 %).
По состоянию на 2024 год в группе BHP работало 40 тысяч человек (более 90 тысяч с учётом подрядчиков), из них в Австралии — 31 тысяча, в Чили — 7 тысяч. За 2023/24 финансовый год на производстве случилось 1 происшествие со смертельным исходом и 21 случай тяжёлого травматизма.
|                     | 2001…  | 2006…  | 2011  | 2012  | 2013  | 2014  | 2015  | 2016   | 2017  | 2018  | 2019  | 2020  | 2021  | 2022  | 2023  | 2024  |
| ------------------- | ------ | ------ | ----- | ----- | ----- | ----- | ----- | ------ | ----- | ----- | ----- | ----- | ----- | ----- | ----- | ----- |
| Оборот              | 17,79… | 39,01… | 71,74 | 70,48 | 65,95 | 67,21 | 44,64 | 30,91  | 36,14 | 43,64 | 44,29 | 42,93 | 60,82 | 65,10 | 53,82 | 55,66 |
| Чистая прибыль      | 3,178… | 15,72… | 31,82 | 24,6  | 21    | 23,41 | 8,67  | -6,235 | 5,890 | 3,705 | 8,306 | 7,956 | 11,30 | 30,90 | 12,92 | 7,897 |
| Активы              |        | 51,34… | 102,9 | 129,2 | 139,2 | 151,4 | 124,6 | 119,0  | 117,0 | 112,0 | 100,9 | 105,7 | 108,9 | 95,17 | 101,3 | 102,4 |
| Собственный капитал |        | 24,22… | 56,76 | 65,53 | 70,67 | 79,14 | 64,77 | 54,29  | 57,26 | 55,59 | 47,24 | 47,87 | 51,26 | 44,96 | 44,50 | 44,81 |

Примечание. Отчётность по состоянию на 30 июня каждого года.
В списке крупнейших публичных компаний мира Forbes Global 2000 за 2024 год BHP заняла 116-е место.

## Социальная ответственность
Ресурс CSRHub, оценивающий компании по корпоративной социальной ответственности, поставил компании BHP Billiton рейтинг в 61 балл (из 100), в том числе 58 баллов по отношениям с местным населением, 62 балла по охране окружающей среды, 64 балла по работе с персоналом и 60 баллов по качеству руководства.

## Критика
В мае 2015 года компания заплатила штраф в размере 25 млн долларов по результатам расследования, проведённого Комиссией по ценным бумагам и биржам США. Расследование касалось посещения рядом государственных чиновников, в том числе из стран, где ведёт деятельность BHP Billiton, Олимпийских игр в Пекине в 2008 году за счёт компании. Несмотря на штраф, обвинения в коррупции выдвинуты не были.
В деятельности компании наибольшее недовольство экологов вызывает проект ИндоМет по добыче угля на индонезийском острове Калимантан. ИндоМет — это совместный проект BHP Billiton и индонезийской компании Adaro Energy, он предполагает закладку нескольких шахт на площади в 350 000 га в тропических лесах острова, а также строительство железной дороги, которая свяжет шахты с побережьем; запасы металлургического угля оцениваются в 1,2 млрд тонн. Местность, где планируется вести работы, питает 14 из 20 рек острова, в лесах обитает 6 % видов животных, находящихся на грани вымирания. Несмотря на акции протеста, шахта Хаджу, первая в этом проекте, начала работу в сентябре 2015 года.
По расчётам журнала Climatic Change, две трети от количества углекислого газа, выделенного в атмосферу в результате деятельности человека с середины XIX века, были произведены 90 компаниями, среди которых BHP Billiton заняла 19-е место, произведя за полтора века своей деятельности 7,24 млрд тонн CO2 (или 0,5 % от общего количества).

## Дочерние компании

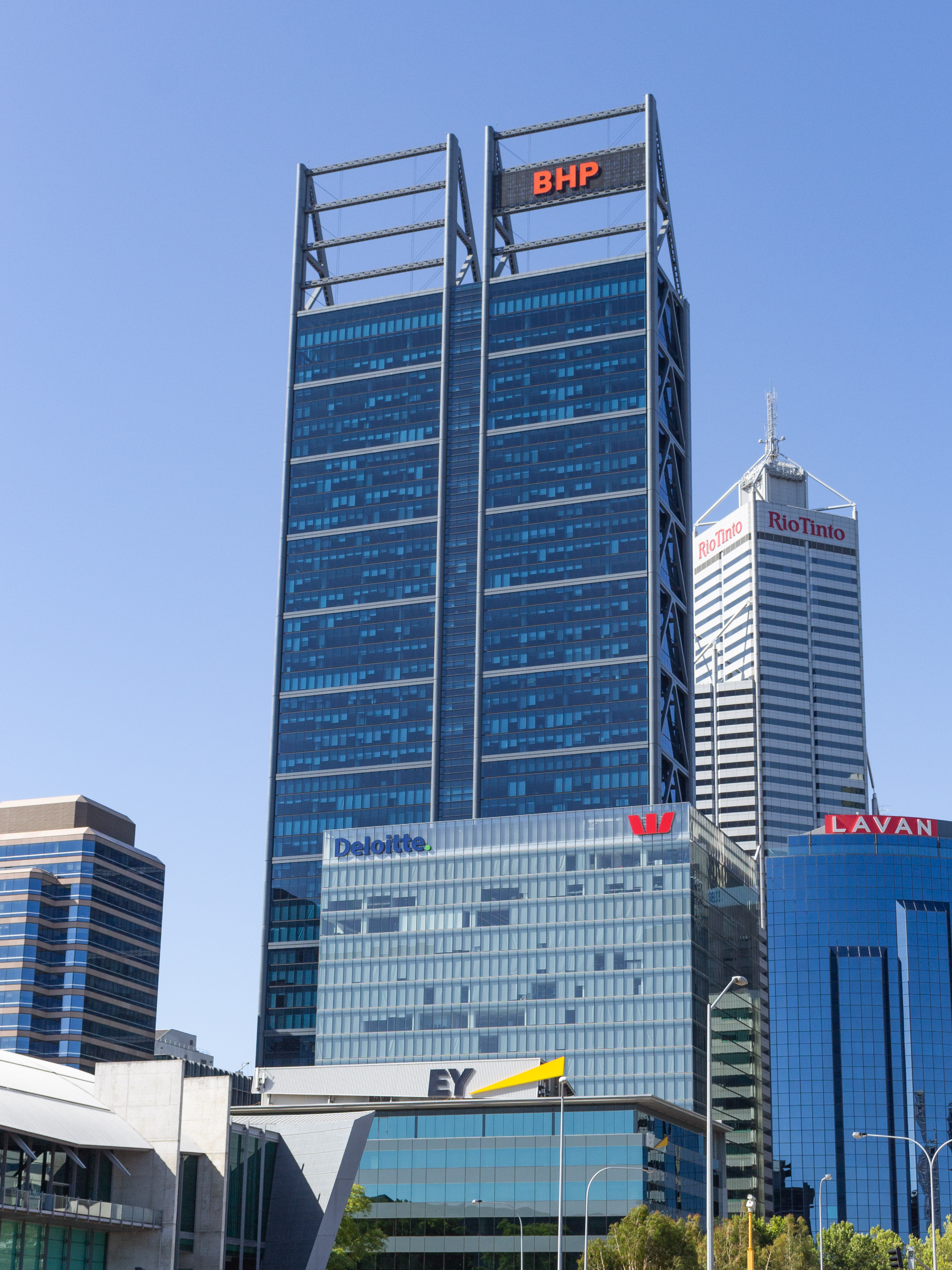
Офисное здание в Перте (Австралия)

Основные дочерние компании и совместные предприятия по состоянию на 2024 год:
- Hunter Valley Energy Coal Pty Ltd (Австралия, 100 %)
- BHP Olympic Dam Corporation Pty Ltd (Австралия, 100 %)
- Compañia Minera Cerro Colorado Limitada (Чили, 100 %)
- Minera Escondida Ltda (Чили, 57,5 %)
- Minera Spence SA (Чили, 100 %)
- OZ Minerals Carrapateena Pty Ltd (Австралия, 100 %)
- OZ Minerals Prominent Hill Operations Pty Ltd (Австралия, 100 %)
- BHP Iron Ore (Jimblebar) Pty Ltd (Австралия, 85 %)
- BHP Iron Ore Pty Ltd (Австралия, 100 %)
- BHP (Towage Service) Pty Ltd (Австралия, 100 %)
- BHP Billiton Freight Singapore Pte Limited (Сингапур, 100 %)
- BHP Billiton Marketing AG (Швейцария, 100 %)
- BHP Billiton Marketing Asia Pte Ltd (Сингапур, 100 %)
- BHP Billiton Finance B.V. (Нидерланды, 100 %)
- BHP Billiton Finance Limited (Австралия, 100 %)
- BHP Billiton Finance (USA) Limited (Австралия, 100 %)
- BHP Canada Inc. (Канада, 100 %)
- BHP Group Operations Pty Ltd (Австралия, 100 %)
- BHP Nickel West Pty Ltd (Австралия, 100 %)
- OZ Minerals Musgrave Operations Pty Ltd (Австралия, 100 %)
- WMC Finance (USA) Limited (Австралия, 100 %)
- Compañía Minera Antamina S.A. (Перу, 33,75 %)
- Samarco Mineração S.A. (Бразилия, 50 %)